# Liste der Monuments historiques in Glamondans
Die Liste der Monuments historiques in Glamondans führt die Monuments historiques in der französischen Gemeinde Glamondans auf.

## Liste der Objekte
| Bezeichnung                   | Beschreibung | Standort                                    | Kennzeichnung | Schutzstatus | Datum | Bild |
| ----------------------------- | --- | ------------------------------------------- | ------------- | ------------ | ----- | ---- |
| Skulptur Unterweisung Mariens | Stein, 16. Jahrhundert | Vuillorbe, in der Kapelle (Lage)            | PM25000740    | Classé       | 1962  |      |
| Maria-Rosenkranz-Altar        | linker Seitenaltar; Altartisch, Altaraufbau, Tabernakel, Retabel und Gemälde; Holz, farbig gefasst und vergoldet, Ölfarbe auf Leinwand, 18. Jahrhundert | Glamodans, in der Kirche Ste-Trinité (Lage) | PM25000741    | Classé       | 1979  |      |
| Franz-von-Sales-Altar         | rechter Seitenaltar; Altartisch, Altaraufbau, Retabel und Gemälde; Holz, farbig gefasst und vergoldet, Ölfarbe auf Leinwand, 18. Jahrhundert            | Glamodans, in der Kirche Ste-Trinité (Lage) | PM25000742    | Classé       | 1979  |      |
| Pietà                         | Stein, Anfang des 16. Jahrhunderts | Glamodans, in der Kirche Ste-Trinité (Lage) | PM25000739    | Classé       | 1944  |      |